# 유사 콤팩트 공간
일반위상수학에서 유사 콤팩트 공간(類似compact空間, 영어: pseudocompact space)은 콤팩트 공간의 개념의 여러 변형 중 하나이다.

## 정의

### 유사 콤팩트 공간
위상 공간 {\displaystyle X}에 대하여, 다음 네 조건이 서로 동치이며, 이를 만족시키는 {\displaystyle X}를 유사 콤팩트 공간이라고 한다.
- 임의의 연속 함수 {\displaystyle X\to \mathbb {R} }의 상은 유계 집합이다.
- 임의의 연속 함수 {\displaystyle X\to \mathbb {R} }의 상은 콤팩트 집합이다.[1]:438, Theorem 2.3.(v)
- 임의의 연속 함수의 열 {\displaystyle (f_{n}\colon X\to \mathbb {R} )_{n\in \mathbb {N} }}에 대하여, 만약 {\displaystyle f_{n}}이 국소 균등 수렴한다면, 균등 수렴한다.[2]:320, Theorem 1[3]:501, Theorem 2.(iii)
- 디니 정리가 성립한다. 즉, 임의의 유계 연속 함수의 열 {\displaystyle (f_{n}\colon X\to \mathbb {R} )_{n\in \mathbb {N} }} 및 유계 연속 함수 {\displaystyle f\colon X\to \mathbb {R} }에 대하여, 만약 임의의 {\displaystyle x}에서 {\displaystyle f_{0}(x)\leq f_{1}(x)\leq \cdots }이며, {\displaystyle f_{n}}이 {\displaystyle f}로 점별 수렴한다면, {\displaystyle f_{n}}은 {\displaystyle f}로 균등 수렴한다.[2]:321, Theorem 3[4]:177, d-7, (m)

즉, 유사 콤팩트 공간은 모든 실수 값 연속 함수가 유계 함수가 되는 위상 공간이다.

### 희박 콤팩트 공간
위상 공간 {\displaystyle X}에 대하여, 다음 세 조건이 서로 동치이며, 이를 만족시키는 {\displaystyle X}를 희박 콤팩트 공간이라고 한다.
- 임의의 열린집합들의 집합족 {\displaystyle {\mathcal {U}}\subseteq {\mathcal {P}}(X)}에 대하여, 만약 {\displaystyle {\mathcal {U}}}가 국소 유한 집합족이라면, {\displaystyle {\mathcal {U}}}는 유한 집합이다.
- 임의의 열린집합들의 집합족 {\displaystyle {\mathcal {U}}\subseteq {\mathcal {P}}(X)}에 대하여, 만약 {\displaystyle {\mathcal {U}}}가 국소 유한 집합족이자 서로소 집합족이라면, {\displaystyle {\mathcal {U}}}는 유한 집합이다.[3]:500–501, Theorem 1.(ii)
- 임의의 가산 열린 덮개 {\displaystyle {\mathcal {U}}\subseteq {\mathcal {P}}(X)}에 대하여, 합집합이 조밀 집합인 유한 부분 집합 {\displaystyle {\mathcal {U}}'\subseteq {\mathcal {U}}}가 존재한다.[3]:500–501, Theorem 1.(iv)

즉, 희박 콤팩트 공간은 열린집합들의 국소 유한 집합족이 유한 집합족밖에 없는 위상 공간이다.

## 성질

### 연산에 대한 닫힘
희박 콤팩트 공간의 정칙 닫힌집합은 희박 콤팩트 공간이다. 반대로, 모든 정칙 닫힌 진부분 집합이 희박  콤팩트 공간인 위상 공간은 희박 콤팩트 공간이다.:506, Theorem 14
유사 콤팩트 공간과 희박 콤팩트 공간의 곱공간에 대하여, 다음이 성립한다.
- 희박 콤팩트 공간의 곱공간들의 집합 {\displaystyle (X_{i})_{i\in I}}에 대하여, 만약 국소 콤팩트 공간이 아닌 것이 하나 이하라면, 곱공간 {\displaystyle \textstyle \prod _{i\in I}X_{i}}은 희박 콤팩트 공간이다.[5]:141, Theorem 4.6 특히, 콤팩트 공간과 희박 콤팩트 공간의 곱공간은 희박 콤팩트 공간이다.[5]:141, Lemma 4.5
- 점렬 콤팩트 공간과 희박 콤팩트 공간의 곱공간은 희박 콤팩트 공간이다.[5]:143, Theorem 5.2
- 두 희박 콤팩트 공간 {\displaystyle X}, {\displaystyle Y}에 대하여, 만약 적어도 하나가 제1 가산 공간이라면, {\displaystyle X\times Y}는 희박 콤팩트 공간이다.[3]:504, Theorem 6
- 두 유사 콤팩트 티호노프 공간 {\displaystyle X}, {\displaystyle Y}에 대하여, 만약 적어도 하나가 콤팩트 생성 공간이라면, {\displaystyle X\times Y}는 유사 콤팩트 티호노프 공간이다.[6]:208, Theorem 3.10.26

유사 콤팩트 공간과 희박 콤팩트 공간의 상·원상에 대하여, 다음이 성립한다.
- 연속 함수 {\displaystyle f\colon X\to Y}에 대하여, 만약 {\displaystyle X}가 유사 콤팩트 공간이라면, {\displaystyle f(X)} 역시 유사 콤팩트 공간이다.
- 연속 함수 {\displaystyle f\colon X\to Y}에 대하여, 만약 {\displaystyle X}가 희박 콤팩트 공간이라면, {\displaystyle f(X)} 역시 희박 콤팩트 공간이다.
- 열린 완전 사상 {\displaystyle f\colon X\to Y}에 대하여, 만약 {\displaystyle Y}가 유사 콤팩트 공간이라면, {\displaystyle X} 역시 유사 콤팩트 공간이다.

### 함의 관계
다음과 같은 함의 관계가 성립한다.
|           |   | 콤팩트 공간      |   |                  |   |                    |   |                  |
|           | ↗ |                  | ↘ |                  |   |                    |   |                  |
| 뇌터 공간 |   |                  |   | 가산 콤팩트 공간 | → | 희박 콤팩트 공간   | → | 유사 콤팩트 공간 |
|           | ↘ |                  | ↗ |                  | ↘ |                    |   |                  |
|           |   | 점렬 콤팩트 공간 |   |                  |   | 극한점 콤팩트 공간 |   |                  |
증명 (가산 콤팩트 공간 ⇒ 희박 콤팩트 공간):
만약 {\displaystyle X}가 위상 공간이며, {\displaystyle \{U_{0},U_{1},\dots \}}가 가산 무한 개의 열린집합들의 국소 유한 집합족이라면,
{\displaystyle \left\{X\setminus \bigcup _{i\geq n}\operatorname {cl} U_{i}\colon n=0,1,2,\dots \right\}}
는 {\displaystyle X}의 가산 열린 덮개이며, 유한 부분 덮개를 갖지 않는다.
증명 (희박 콤팩트 공간 ⇒ 유사 콤팩트 공간):
희박 콤팩트 공간 {\displaystyle X}가 주어졌으며, {\displaystyle f\colon X\to \mathbb {R} }가 임의의 연속 함수라고 하자. 그렇다면,
{\displaystyle \{f^{-1}((i,i+2))\colon i=\dots ,-2,-1,0,1,2,\dots \}}
는 {\displaystyle X}의 국소 유한 열린 덮개이다. 따라서 이는 유한 덮개이며, {\displaystyle f(X)}는 유한 개의 열린구간 {\displaystyle (i-1,i+1)}들의 합집합에 포함된다. 즉, {\displaystyle f(X)}는 유계 집합이다.
완비 정칙 공간에 대하여, 다음 두 조건이 서로 동치이다.:502, Theorem 3:207, Theorem 3.10.22
- 희박 콤팩트 공간이다.
- 유사 콤팩트 공간이다.

증명:
완비 정칙 공간 {\displaystyle X}가 주어졌으며, {\displaystyle \{U_{0},U_{1},\dots \}}가 가산 무한 개의 열린 집합들의 국소 유한 집합족이라고 하자. 모든 {\displaystyle i=0,1,2,\dots }에 대하여 {\displaystyle x_{i}\in U_{i}}를 고르자. 완비 정칙성에 따라
{\displaystyle f_{i}(x_{i})=1}
{\displaystyle f_{i}|_{X\setminus U_{i}}=0}
인 연속 함수 {\displaystyle f_{i}\colon X\to [0,1]}가 존재한다. 함수
{\displaystyle f=\sum _{i=0}^{\infty }f_{i}\colon X\to [0,\infty )}
를 생각하자. 국소 유한성에 따라, 이는 국소적으로 유한합이며, 국소적으로 연속 함수이다. 따라서 {\displaystyle f}는 연속 함수이며, 또한 유계 함수가 아니다.
유사 콤팩트 정규 공간은 극한점 콤팩트 공간이다. 따라서, (T1에 대하여 가산 콤팩트 공간과 극한점 콤팩트 공간의 개념이 동치이므로,) 정규 하우스도르프 공간에 대하여, 다음 네 조건이 서로 동치이다.:502, Theorem 4
- 가산 콤팩트 공간이다.
- 극한점 콤팩트 공간이다.
- 희박 콤팩트 공간이다.
- 유사 콤팩트 공간이다.

증명:
정규 하우스도르프 공간 {\displaystyle X}가 가산 콤팩트 공간이 아니라고 하자. T1 공간의 경우 가산 콤팩트 공간과 극한점 콤팩트 공간이 동치이므로, {\displaystyle X}는 극한점 콤팩트 공간이 아니다. {\displaystyle \{x_{0},x_{1},\dots \}\subseteq X}가 가산 무한 집합이며, 극한점을 갖지 않는다고 하자. 그렇다면 이는 닫힌집합이며, 이산 공간이다. 함수
{\displaystyle f\colon \{x_{0},x_{1},\dots \}\to \mathbb {R} }
{\displaystyle f(x_{i})=i\forall i\in \{0,1,\dots \}}
를 생각하자. {\displaystyle \{x_{0},x_{1},\dots \}}가 이산 공간이므로 이는 연속 함수이다. 티체 확장 정리에 따라, 이를 확장하는 연속 함수
{\displaystyle g\colon X\to \mathbb {R} }
{\displaystyle g(x_{i})=i\forall i=0,1,\dots }
가 존재한다. {\displaystyle g}는 유계 함수가 아니므로, {\displaystyle X}는 유사 콤팩트 공간이 아니다.
거리화 가능 공간의 경우, 콤팩트 공간·점렬 콤팩트 공간·가산 콤팩트 공간·극한점 콤팩트 공간·희박 콤팩트 공간·유사 콤팩트 공간의 개념이 모두 동치이다. (뇌터 공간 조건은 심지어 유클리드 공간의 경우에도 나머지 조건들보다 강하다.)
이 밖에도, 다음과 같은 함의 관계들이 성립한다.
- 유사 콤팩트 완비 정칙 공간은 베르 공간이다.[6]:207, Example 3.10.23
- 파라콤팩트 희박 콤팩트 공간은 콤팩트 공간이다.[3]:504, Theorem 8
- 메타콤팩트 유사 콤팩트 완비 정칙 공간은 콤팩트 공간이다.[7]
- 가산 파라콤팩트 희박 콤팩트 공간은 가산 콤팩트 공간이다.[3]:505, Theorem 9
- 유사 콤팩트 균등 공간은 완전 유계 공간이다. 특히, 유사 콤팩트 완비 균등 공간은 콤팩트 공간이다.[8]
- 기약 공간은 희박 콤팩트 공간이다.

### 유사 콤팩트 위상군
군 {\displaystyle G}와 그 위의 유사 콤팩트 위상에 대하여, 다음 두 조건이 서로 동치이다.:121, Corollary 2.4.2
- 위상군이다.
- 군의 곱셈 {\displaystyle (g,h)\mapsto gh}가 연속 함수이다.

즉, 유사 콤팩트 위상군의 경우 정의에서 역원의 연속성을 생략하여도 좋다.
모든 위상군은 완비 정칙 공간이므로, 유사 콤팩트 위상군은 자동적으로 희박 콤팩트 공간이다.
다음과 같은 함의 관계가 성립한다.:193, Theorem 3.7.2:195, Corollary 3.7.8
유사 콤팩트 위상군 → 완전 유계 위상군 → 균형군
특히, 모든 유사 콤팩트 위상군은 베유 완비화를 갖는다.
임의의 유사 콤팩트 위상군들의 집합의 곱은 유사 콤팩트 위상군이다.:487, Theorem 1.4
위상군에 대하여, 다음 네 조건이 서로 동치이다.:490, Theorem 2.8
- 임의의 연속 함수 {\displaystyle G\to \mathbb {R} }는 {\displaystyle G}의 왼쪽 균등 공간 구조에 대하여 균등 연속 함수이다.
- 임의의 연속 함수 {\displaystyle G\to \mathbb {R} }는 {\displaystyle G}의 오른쪽 균등 공간 구조에 대하여 균등 연속 함수이다.
- 임의의 유계 연속 함수 {\displaystyle G\to \mathbb {R} }는 {\displaystyle G}의 왼쪽 균등 공간 구조에 대하여 균등 연속 함수이다.
- 임의의 유계 연속 함수 {\displaystyle G\to \mathbb {R} }는 {\displaystyle G}의 오른쪽 균등 공간 구조에 대하여 균등 연속 함수이다.

이 조건을 (U)라고 하자. 그렇다면, 위상군에 대하여, 다음 세 조건이 서로 동치이다.
- 유사 콤팩트 공간이다.
- 완전 유계 위상군이며, 조건 (U)를 만족시킨다.[10]:490, Theorem 2.7
- 완전 유계 위상군이며, 그 베유 완비화는 위상 공간으로서 스톤-체흐 콤팩트화와 일치한다.[10]:494, Theorem 4.1.(e)

## 예

### 가산 콤팩트 공간이 아닌 희박 콤팩트 공간
닫힌구간 {\displaystyle [0,1]} 위에, 통상적인 위상에서의 열린집합들과 집합
{\displaystyle [0,1]\setminus \{1/n\colon n=1,2,\dots \}}
을 부분 기저로 하는 위상을 주자. 이는 희박 콤팩트이지만, 가산 콤팩트 공간이 아니며, 또한 하우스도르프 공간이지만 정칙 공간이 아니다.:441, Example 3.1
임의의 정규 하우스도르프 공간 {\displaystyle X} 및 닫힌집합 {\displaystyle Y\subseteq X}에 대하여, 스톤-체흐 콤팩트화 사이의 표준적인 매장 {\displaystyle \beta Y\hookrightarrow \beta X}가 존재한다. 이제, 다음과 같은 위상 공간을 생각하자.
{\displaystyle \beta \mathbb {R} \setminus (\beta \mathbb {N} \setminus \mathbb {N} )}
이는 유사 콤팩트 티호노프 공간이지만, 가산 콤팩트 공간이 아니다.:208, Example 3.10.29

### 희박 콤팩트 공간이 아닌 유사 콤팩트 공간
{\displaystyle \mathbb {Q} \times (\mathbb {Q} ^{+}\cup \{0\})} 위에 모든 점 {\displaystyle (x,y)}이 다음과 같은 국소 기저를 갖는 위상을 주자.
{\displaystyle {\mathcal {B}}_{(x,y)}={\begin{cases}\{(x-\epsilon ,x+\epsilon )\times \{0\}\colon \epsilon \in \mathbb {R} ^{+}\}&y=0\\\{\{(x,y)\}\cup ((x-y/{\sqrt {3}}-\epsilon ,x-1+\epsilon )\cup (x+y/{\sqrt {3}}-\epsilon ,x+1+\epsilon )\times \{0\})\colon \epsilon \in \mathbb {R} ^{+}\}&y\in \mathbb {Q} ^{+}\end{cases}}}
이렇게 만든 위상 공간은 유사 콤팩트 공간이지만, 희박 콤팩트 공간이 아니다. 구체적으로, {\displaystyle \{(n,\infty )\times \{0\}\colon n=0,1,\dots \}}은 무한 국소 유한 집합족이다. 이는 콜모고로프 공간이지만 T1 공간이 아니며, 정칙 공간이나 정규 공간도 아니다.:442, Example 3.2

## 참고 문헌
1. 1 2 3  Stephenson, R. M., Jr. (1968). “Pseudocompact spaces”. 《Transactions of the American Mathematical Society》 (영어) 134: 437–448. doi:10.2307/1994867. ISSN 0002-9947. MR 0232349. Zbl 0169.53903.
2. 1 2  Iséki, Kiyoshi (1957). “A characterisation of pseudo-compact spaces”. 《Proceedings of the Japan Academy》 (영어) 33: 320–322. doi:10.3792/pja/1195525025. ISSN 0021-4280. MR 0090033. Zbl 0082.16003.
3. 1 2 3 4 5 6 7 8 9  Bagley, R. W.; Connell, E. H.; McKnight, J. D., Jr. (1958). “On properties characterizing pseudo-compact spaces”. 《Proceedings of the American Mathematical Society》 (영어) 9: 500–506. doi:10.2307/2033015. ISSN 0002-9939. MR 0097043. Zbl 0089.17601.
4. ↑  Hart, Klaas Pieter; Nagata, Jun-iti; Vaughan, Jerry E., 편집. (2004). 《Encyclopedia of general topology》 (영어). Amsterdam: Elsevier. ISBN 0-444-50355-2. MR 2049453. Zbl 1059.54001.
5. 1 2 3  Scarborough, C. T.; Stone, A. H. (1966). “Products of nearly compact spaces”. 《Transactions of the American Mathematical Society》 (영어) 124: 131–147. doi:10.2307/1994440. ISSN 0002-9947. MR 0203679. Zbl 0151.30001.
6. 1 2 3 4  Engelking, Ryszard (1989). 《General topology》. Sigma Series in Pure Mathematics (영어) 6 개정 완결판. Berlin: Heldermann Verlag. ISBN 3-88538-006-4. MR 1039321. Zbl 0684.54001.
7. ↑  Watson, W. Stephen (1981). “Pseudocompact metacompact spaces are compact”. 《Proceedings of the American Mathematical Society》 (영어) 81: 151–152. doi:10.2307/2044009. ISSN 0002-9939. MR 0589159. Zbl 0468.54014.
8. ↑  Iséki, Kiyoshi (1957). “A note on compact space”. 《Proceedings of the Japan Academy》 (영어) 33: 271. doi:10.3792/pja/1195525065. ISSN 0021-4280. MR 0089395. Zbl 0082.16002.
9. 1 2 3  Arhangel’skii, Alexander; Tkachenko, Mikhail (2008). 《Topological groups and related structures》. Atlantis Studies in Mathematics (영어) 1. Paris: Atlantis Press. ISBN 978-90-78677-06-2. MR 2433295. Zbl 1323.22001.
10. 1 2 3 4  Comfort, W. W.; Ross, Kenneth A. (1966). “Pseudocompactness and uniform continuity in topological groups”. 《Pacific Journal of Mathematics》 (영어) 16: 483–496. doi:10.2140/pjm.1966.16.483. ISSN 1945-5844. MR 0207886. Zbl 0214.28502.